# Ingeborg Ekelund
Ingeborg Maria Ekelund, född 7 februari 1908 i Malmö Sankt Petri församling, Malmö, död 28 juni 1966 i Oscars församling, Stockholm, var en svensk målare.
Ekelund studerade vid Högre konstindustriella skolan i Stockholm. Bland hennes offentliga arbeten märks dekorativa väggmålningar på Gröna Lund i Stockholm. Hennes konst består av blomsterstilleben och landskapsmålningar. Ekelund tjänstgjorde som simlärare vid Stockholms folkskolor. Hon är begravd på Norra begravningsplatsen utanför Stockholm.